# St. Martin (Pullenreuth)

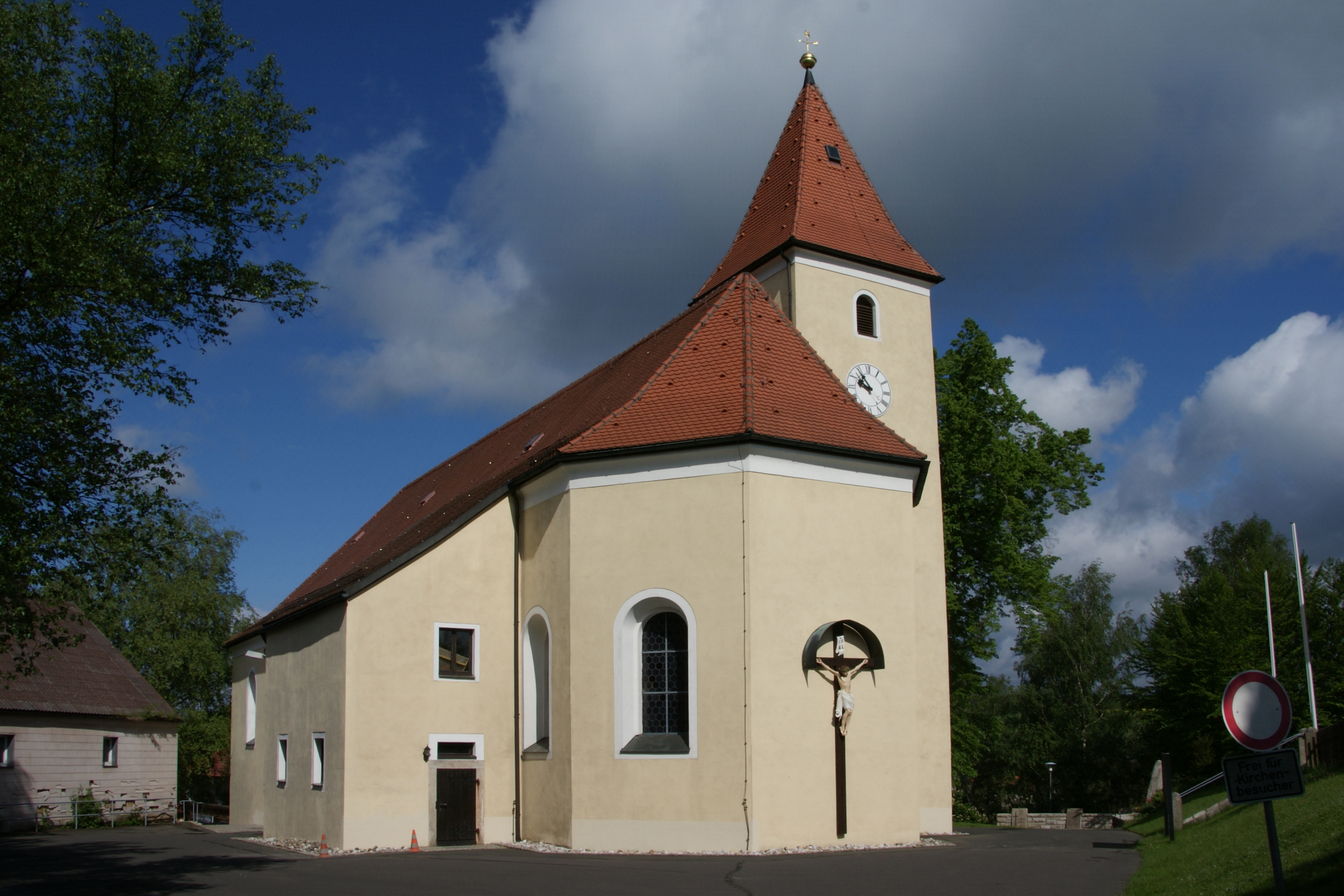
St. Martin in Pullenreuth

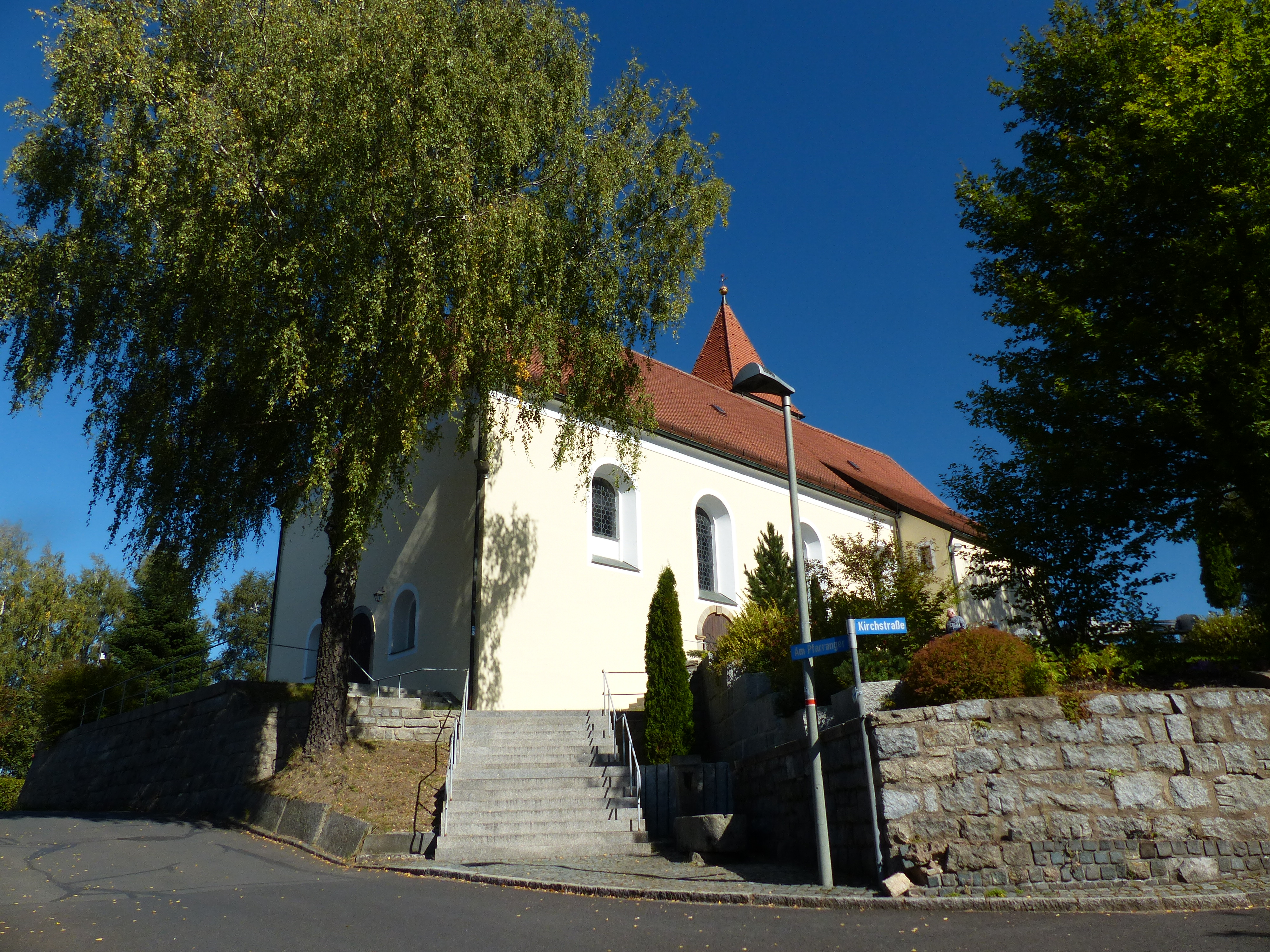
Aufgang in die Kirche

Die Pfarrkirche St. Martin ist eine römisch-katholische Pfarrkirche in der Gemeinde Pullenreuth im oberpfälzischen Landkreis Tirschenreuth.
Die Martinskirche, eine Saalkirche, ist ein Baudenkmal zentral im Ort und ist durch die Lage auf einer Anhöhe ortsbildprägend und weithin sichtbar. 

## Geschichte
Die erste Kirche in Pullenreuth stand vermutlich schon im 11. Jahrhundert. Diese mittelalterliche Kirche wurde etwa um das Jahr 1453 von den Hussiten zerstört und vermutlich 1505 wieder aufgebaut. Im Dreißigjährigen Krieg nahm das Gotteshaus ziemlichen Schaden, so dass es der damalige Pfarrer als das „ärmste auf der Straße nach Nürnberg“ bezeichnete. 1668 wurde Pullenreuth eine eigene Pfarrei. Im Jahre 1738 wandte sich Pfarrer Johann Friedrich Forster um Hilfe an die kurfürstliche Regierung in Amberg, jedoch vergeblich. Am 9. März 1749 vernahmen die Gläubigen während des Gottesdienstes ein Krachen im Mauerwerk und stürmten aus der Kirche, aus Angst, sie könnte einstürzen. Die Leute auf der Empore retteten sich sogar aus den Fenstern. Wenige Tage später stürzte die Kirche tatsächlich ein. Aufgrund dieses Ereignisses wurden endlich Geldmittel freigemacht, so dass die Kirche im April 1749 abgerissen werden konnte. Am 14. August 1749 begann man mit dem Neubau, der 1751 abgeschlossen war. Es fehlten jedoch Bänke, Hochaltar und Fußbodenbelag. Im Jahre 1769 kaufte man einen Hochaltar. Später fanden noch kleinere Renovierungen (Restaurierungen der kunstvollen Deckengemälde etc.) statt.
Heute handelt es sich um einen Neubau von 1749 unter Baumeister Georg Diller. 
Das Deckenfresko im Chorgewölbe wurde von Johann Gebhard und Sohn Otto gefertigt.